# جورج شامبلن ماسون سينيور
جورج شامبلن ماسون سينيور (بالإنجليزية: George Champlin Mason, Sr.)‏ هو مهندس معماري أمريكي، ولد في 17 يوليو 1820 في نيوبورت في الولايات المتحدة، وتوفي في 30 يناير 1894 في فيلادلفيا في الولايات المتحدة.